# Los Pinos, Ocosingo
Los Pinos är en ort i Mexiko.   Den ligger i kommunen Ocosingo och delstaten Chiapas, i den sydöstra delen av landet, 800 km öster om huvudstaden Mexico City. Los Pinos ligger 923 meter över havet och antalet invånare är 1 073.
Terrängen runt Los Pinos är varierad. Runt Los Pinos är det glesbefolkat, med 16 invånare per kvadratkilometer. Närmaste större samhälle är Ocosingo, 2,3 km sydost om Los Pinos. Omgivningarna runt Los Pinos är en mosaik av jordbruksmark och naturlig växtlighet.